# Kap Juminda

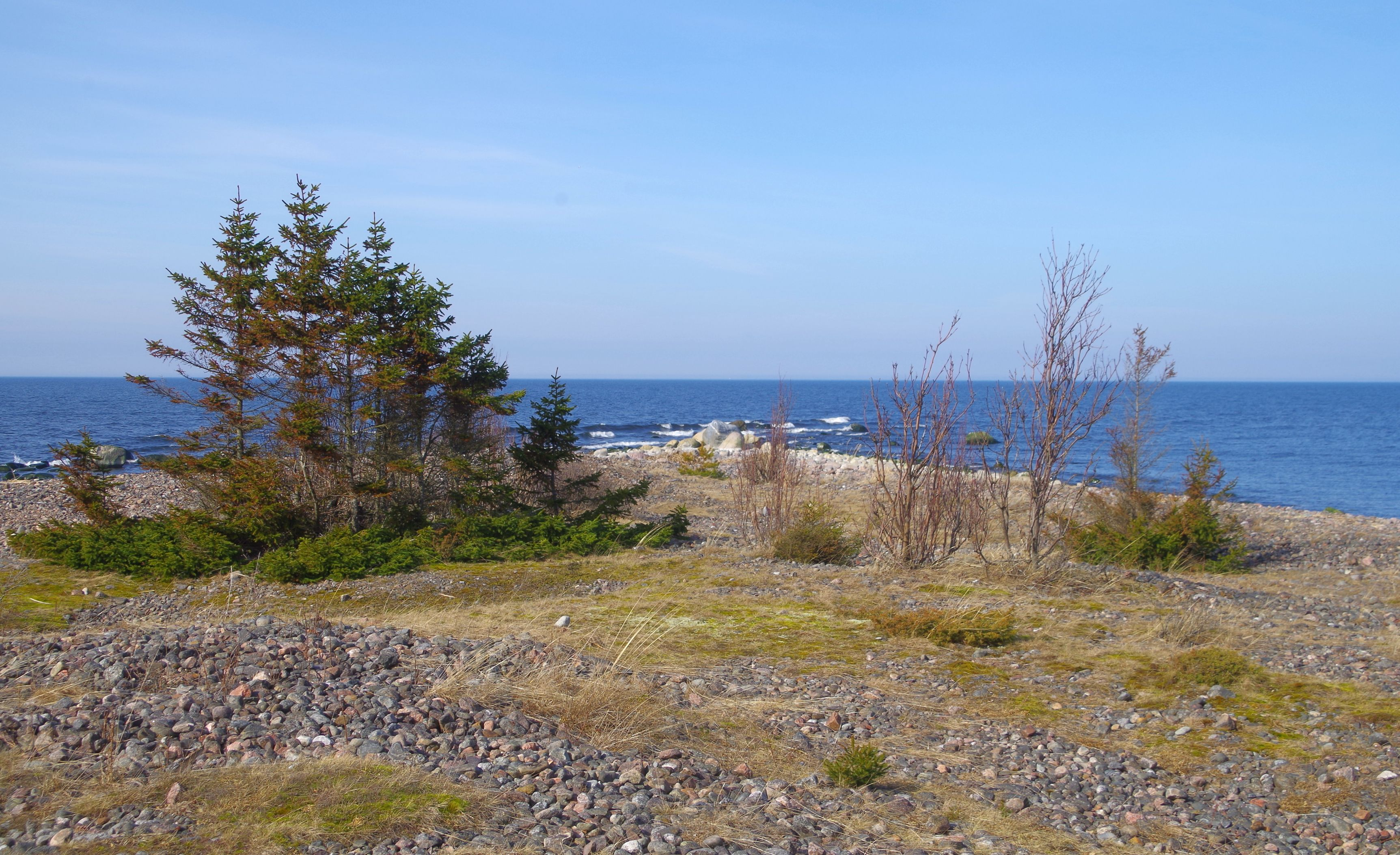
Das Kap Juminda

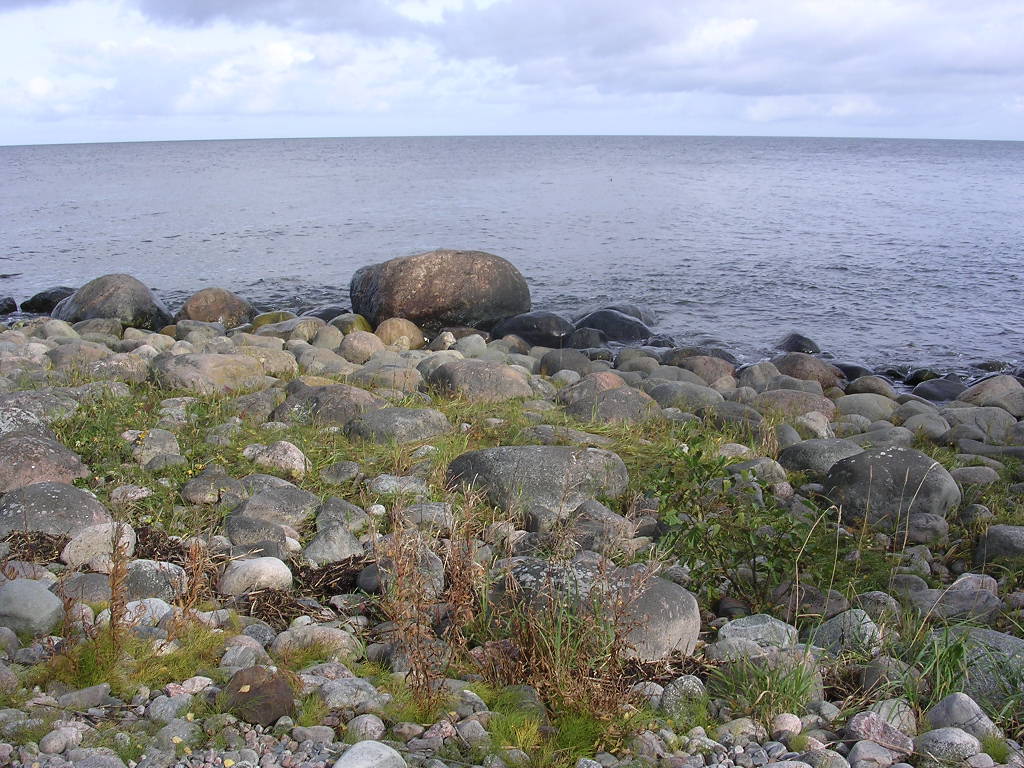
Blick vom Kap Juminda nach Norden

Das Kap Juminda (estnisch Juminda neem) ist die nördliche Spitze der Halbinsel Juminda (estnisch Juminda poolsaar) im Norden Estlands an der Ostsee. Westlich der etwa 13 km nach Norden in den Finnischen Meerbusen hineinragenden Halbinsel, die in ihrer Gänze zum Nationalpark Lahemaa gehört, liegt die Bucht von Kolga (Kolga laht), östlich die Bucht von Hara (Hara laht). Die steinige, äußerste Spitze des Kaps verläuft unter der Wasseroberfläche mehrere hundert Meter weiter nach Nordnordwesten – ebenso wie die Spitze der etwa 600 m weiter westlich nach Norden ragenden Landzunge.

## Infrastruktur
Unbefestigte Straßen führen vom kleinen Dorf Juminda bis zum äußersten Ende des Kaps, und dort befindet sich auch ein großes Campinggelände. Auf dem ansonsten dicht bewaldeten Kap steht, etwa 250 m südöstlich seiner Spitze, ein 1937 errichteter Leuchtturm, der Juminda tuletorn, der im Jahre 2006 von 24 m auf 32 m erhöht wurde, weil die ihn umstehenden Bäume des Nationalparks seine Laterne zu verdecken drohten. Knapp 600 m westlich davon steht auf der ebenfalls nach Norden ragenden Landzunge ein hoher Radar- und Funkmast der estnischen Küstenwache.

## Geschichte
Gegen Ende August 1941 kam es vor dem Kap Juminda zu einer der großen Katastrophen des Zweiten Weltkriegs. Vom 8. bis zum 26. August hatten deutsche und finnische Minenschiffe mehr als 2000 Minen und Sprengbojen im Seegebiet vor Juminda verlegt. Auch war am Kap Juminda eine deutsche Küstenbatterie mit zwei 10,5-cm- und zwei 15-cm-Geschützen eingerichtet worden, um sowjetische Minenräumversuche zu vereiteln. Im Verlauf der Sowjetischen Evakuierung von Tallinn am 28. und 29. August wurden dann in diesem Seegebiet etwa 55 sowjetische Schiffe durch Minen, Schnellboote und Torpedoboote sowie durch deutsche Ju 88-Bomber und die Geschütze der Küstenbatterie versenkt. Schätzungen zur Zahl der Menschen, die dabei ihr Leben verloren, reichen von 14.000 bis 25.000.
Zwei 1971 und 2001 eingeweihte Mahnmale am Kap erinnern daran. Das von 1971 besteht aus mehreren Felsbrocken, die etwas vom Ufer entfernt aus dem Wasser ragen und von denen einer die eingemeißelte Jahreszahl 1941 trägt. Ein zweites, größeres wurde am 25. August 2001 auf dem Kap eingeweiht; es besteht aus einem großen Felsen aus rotem Granit und einer Gedenktafel, umgeben von einem Ring (leerer) Seeminen.

## Fotostrecke

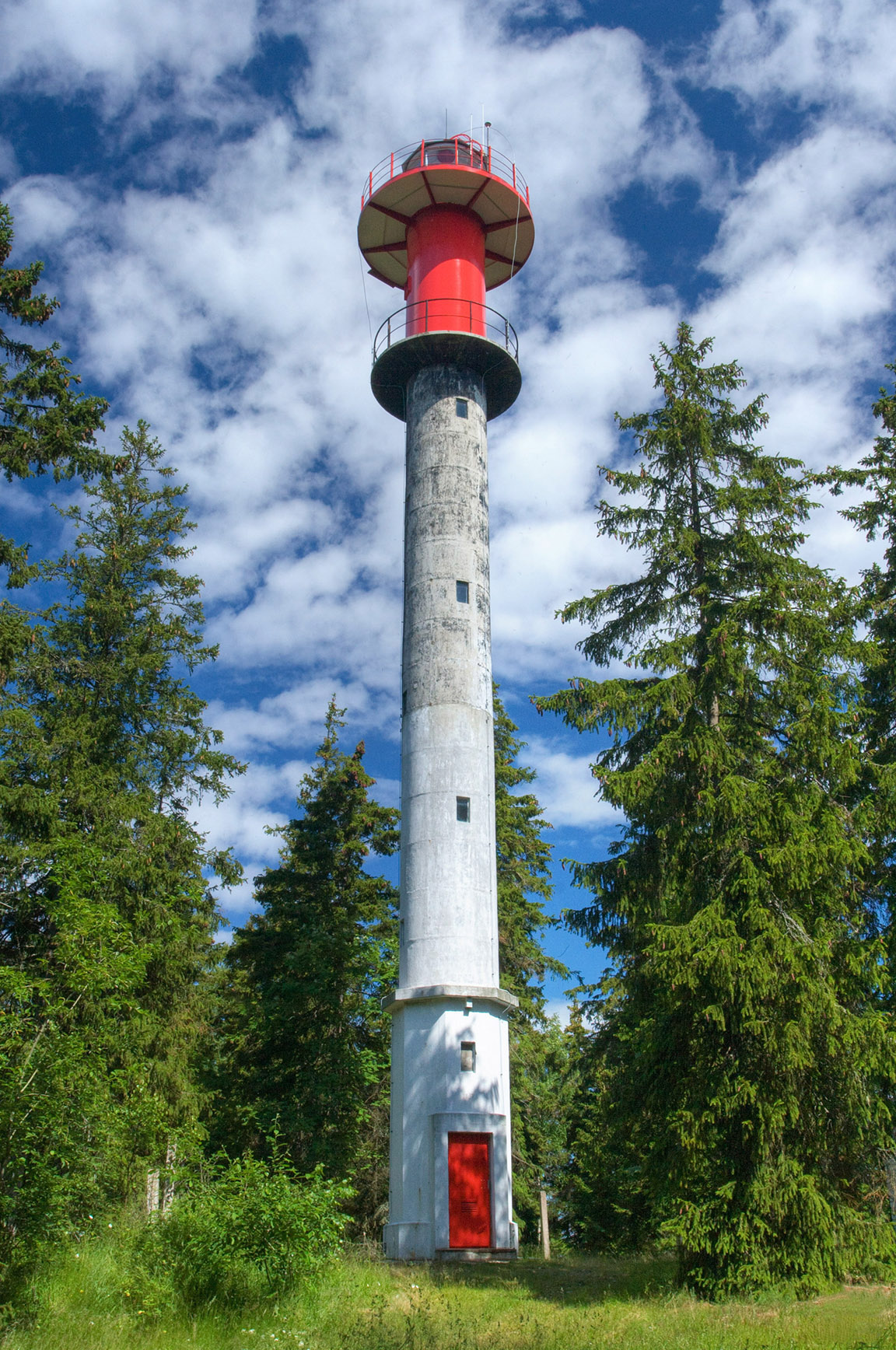
Juminda Leuchtturm
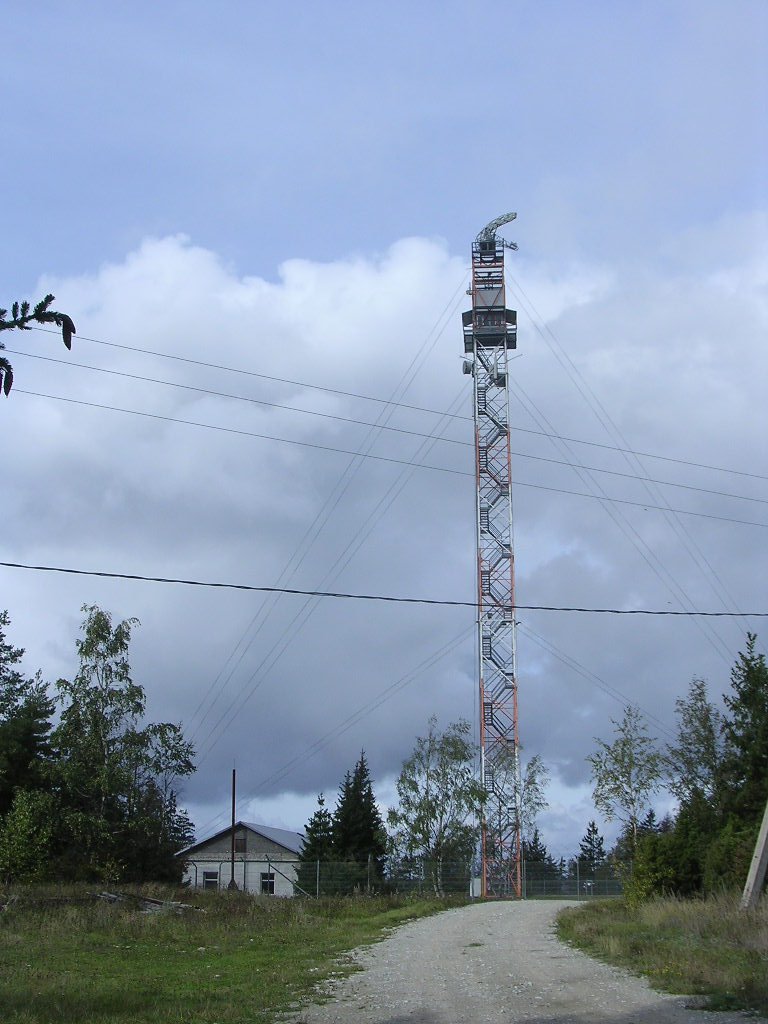
Radar- und Funkmast der Küstenwache
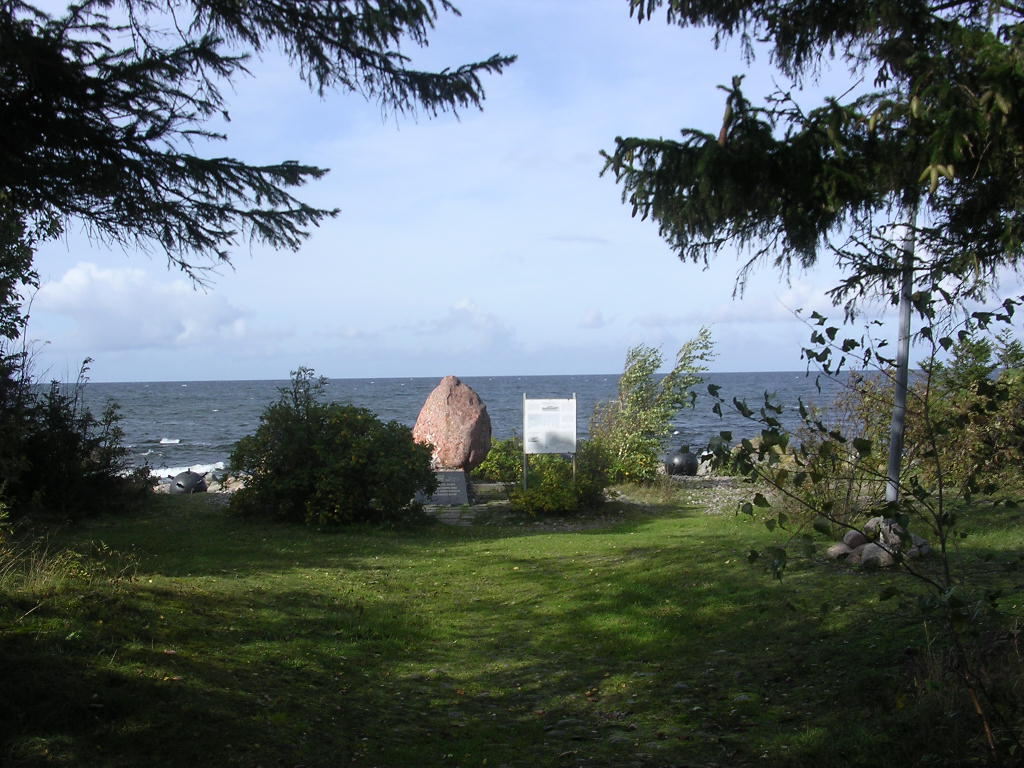
Juminda Mahnmal
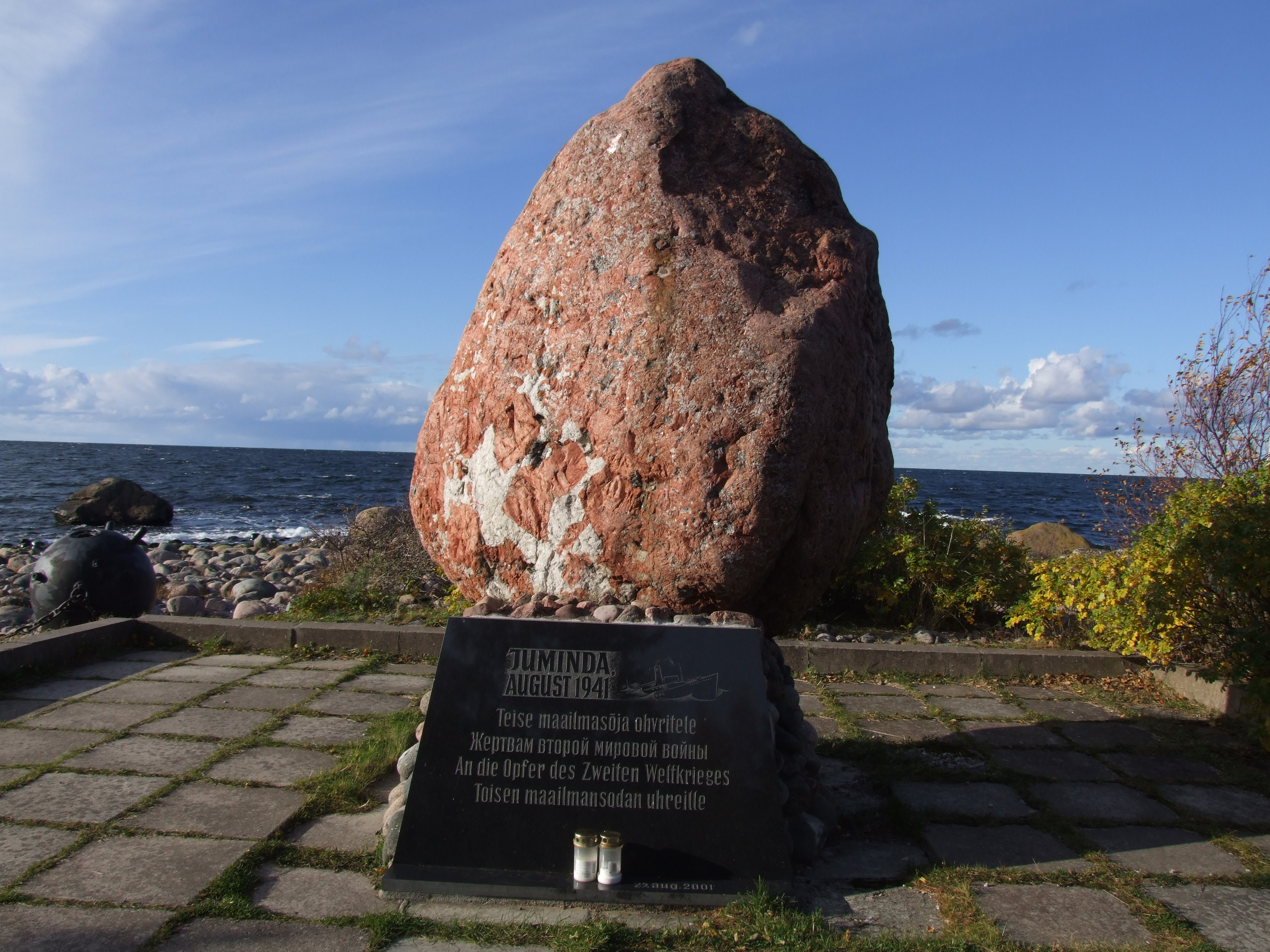
Juminda Mahnmal
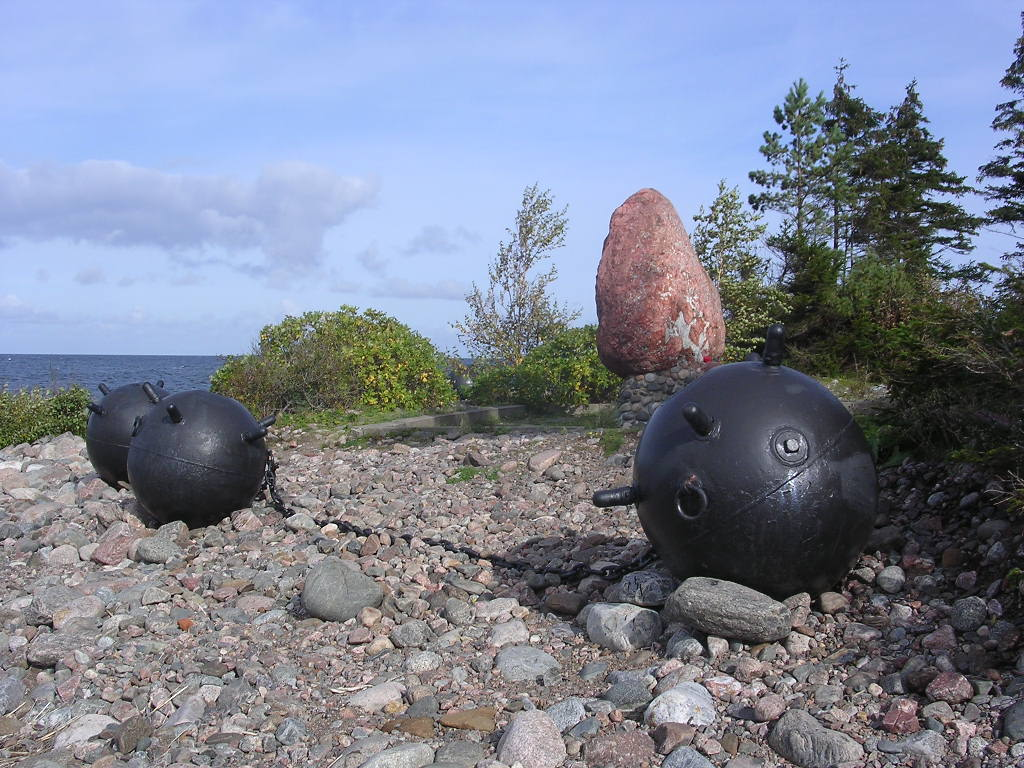
Juminda Mahnmal